# Kebonsari (Punung)
Kebonsari is een bestuurslaag in het regentschap Pacitan van de provincie Oost-Java, Indonesië. Kebonsari telt 1386 inwoners (volkstelling 2010).